# Mas Romeu (Olèrdola)
El Mas Romeu és una masia enrunada i un jaciment arqueològic del miocé d'Olèrdola (Alt Penedès), declarat Espai de protecció arqueològica.

## Descripció
De planta rectangular, només en queden els murs perimetrals a una alçada no superior a la de la planta baixa. Les parets són fetes de pedra lligada amb argamassa, tot i que en algunes parts són de tàpia. Entre la runa hi ha les restes d'una cisterna.

## Sirenidel Mas Romeu
Es tracta d'un exemplar de mamífer marí de l'espècie Metaxytherium catalaunicum amb crani, mandíbula, atlas, axis, una vèrtebra cervical i fragments de costelles, dipositat al Museu de les Cultures del Vi de Catalunya. Va ser trobat el 1869 a la pedrera propera a la masia per l'enginyer francès Jacint de Moulin i Temblec (1822-1870), que treballava en el primer mapa geològic de la província de Barcelona, subvencionat per la Diputació. Moulin va sol·licitar dos picapedrers per a l'extracció d'un bloc de roca d'1,4 x 0,85 x 0,5 m que devia pesar 1.700 kg. Tanmateix, el propietari Victorià Mullol s'hi va oposar al trasllat, i el bloc quedà en dipòsit en un magatzem del carrer de la Fruita de Vilafranca fins al 1944, quan mossèn Lluís Via obtingué dels seus hereus i dels nous propietaris del magatzem la donació de la peça al Museu de Vilafranca, del que era encarregat de la secció de paleontologia.